# Idar Kristiansen
Idar Kristiansen (* 16. Mai 1932 in Honningsvåg, Norwegen; † 10. Januar 1985) war ein norwegischer Schriftsteller. 

## Leben
Idar Kristiansen wuchs in Tromsø auf. Mit seinem Gedichtband Sanger fra en tundra debütierte er 1957 im Alter von 25 Jahren als Schriftsteller. Sein Romandebüt gab er 1978 mit Svanevinger i nord. Sein einziges Sachbuch veröffentlichte er 1970 mit Korstog mot Kautokeino eine Dokumentensammlung über den Aufstand von Kautokeino. Mit dem Aschehougpreis wurde er 1980 ausgezeichnet. Für seinen 1980 erschienenen Roman erhielt er ein Jahr später eine Nominierung für den Literaturpreis des Nordischen Rates.
Seine beiden 1978 und 1979 veröffentlichten ersten beiden Romane Svanevinger i nord und Den salte åkeren wurden 1985 von Lasse Glomm mit Stein Bjørn, Arja Saijonmaa und Bjørn Sundquist in den Hauptrollen für das finnische Kino verfilmt. Mit dem deutschen Titel Unter dem Nordlicht wurde der laut Lexikon des internationalen Films „wunderschön fotografierte“ Jugendfilm 1988 auf dem Fernsehsender DFF 2 ausgestrahlt.

## Werke (Auswahl)
Gedichte
- Sanger fra en tundra (1957)
- Alt du trodde glemt (1961)
- Brenninger forut (1982)

Romane
- Svanevinger i nord (1978)
- Den salte åkeren (1979)
- Stiene fører til havet (1980)
- Guds nåde nordpå (1981)
- Regnskap i rødt (1983)

Sachbuch
- Korstog mot Kautokeino (1970)